# Додд, Джон
Джон Додд (англ. John Dodd, родился 26 июля 1985 года в Гамильтоне) — новозеландский регбист, выступавший на позиции флай-хава (первый пяти-восьмой), и регбийный тренер. Известен по выступлениям за российский клуб «Красный Яр».

## Карьера

### Игровая
Окончил среднюю школу Хиллкрест и университет Мэсси, факультет естественных наук в 2010 году. В регби пришёл в возрасте 10 лет, до этого играл в футбол. Играл в 2007 году за «Уайрарапа Буш» в чемпионате Хартленда. В 2008—2009 годах выступал за дубль клуба «Окленд Блюз», сыграв в 10 встречах на позиции первого пяти-восьмого и набрав 97 очков благодаря реализациям и штрафным ударам. Сыграл несколько игр в Кубке ITM за команду Саутленда, выиграв в 2009 году Кубок Южного берега, один сезон отыграл за ирландский «Дандолк». Причиной его отъезда в Европу стали невозможность попасть в основной состав «Окленда» и желание продолжить выступления: в момент завершения регбийного сезона в Новой Зеландии он начинался в Ирландии. В составе «Дандолка» Додд выиграл Кубок Ленстера в 2011 году, забив в решающем матче дроп-гол.
В 2011—2014 годах Додд играл за российскую команду «Красный Яр» в Чемпионате России, куда его пригласил Том Флеминг. По итогам Чемпионата России 2011 года он стал лучшим бомбардиром со 185 очками, а также получил серебряные медали. В 2012 году он занял 2-е место в гонке бомбардиров со 190 очками и снова стал серебряным призёром чемпионата России, но в финале как раз не сыграл из-за травмы колена. Чемпион России 2013 года. В 2014 году покинул команду, завоевав в том году третью серебряную медаль Чемпионата России и набрав в 13 играх 108 очков.
Выиграл дважды Кубок России: в сезоне 2011, забив в компенсированное время дроп-гол в ворота «Енисея-СТМ», и в 2013 году.
С 2015 года выступал за команду «Тауранга Спортс» из региона Бэй оф Пленти, в первом же матче против «Рангатауа» набрал 23 очка. В 2018 году завершил игровую карьеру.
Проживший три года в России Додд теоретически мог быть привлечён в сборную России в апреле 2015 года, о своём желании играть за сборную он говорил неоднократно и рассматривался тренерским штабом как один из кандидатов в сборную.

### Тренерская
Додд прошёл тренерские курсы World Rugby во франшизе «Чифс» (третий уровень). С 2018 года тренировал команду «Тауранга Спортс», проработав в ней до 2023 года. В 2024 году вошёл в тренерский штаб клуба «Бей-оф-Пленти».
В конце 2024 года вошёл в тренерский штаб клуба «Красный Яр».

## Личная жизнь
Жена Алина, дочь Нева. Проводит время с домашним питомцем, золотистым ретривером Боу. Проживает в Тауранга. Иногда посещает Россию: в 2017 году с бывшим одноклубником Гленом Хортоном и его супругой Александрой прилетел на свадьбу ещё одного бывшего одноклубника Тома Флеминга и его девушки Ольги. Увлекается игрой на гитаре.

## Статистика
Выступления в чемпионате России
| Сезон | И  | П | Р   | Ш  | Д | Итого |
| ----- | -- | - | --- | -- | - | ----- |
| 2011  | 13 | 1 | 36  | 35 | 1 | 185   |
| 2012  | 19 | 5 | 48  | 20 | 3 | 190   |
| 2013  | 18 | 3 | 75  | 19 | 1 | 225   |
| 2014  | 13 | 0 | 30  | 14 | 2 | 108   |
| Итого | 63 | 9 | 189 | 88 | 7 | 708   |